# Tour de France 1990
Le Tour de France 1990 est la 77e édition du Tour de France, course cycliste qui s'est déroulée du 30 juin au 22 juillet 1990 sur 21 étapes pour 3 504 km. Le départ du Tour a lieu au Futuroscope de Poitiers ; l'arrivée se juge aux Champs-Élysées à Paris. L'Américain Greg LeMond obtient sa troisième victoire dans la Grande Boucle à l'issue d'une course d'usure - sans gagner la moindre étape - contre l'Italien Claudio Chiappucci qui avait pris plus de 10 minutes d'avance dès la première étape. Le Français Thierry Claveyrolat remporte le maillot à pois de meilleur grimpeur et Olaf Ludwig le maillot vert du classement par points.

## Parcours
Le prologue se tient le samedi 30 juin. Deux étapes au programme du dimanche 1er juillet : une étape en ligne et une étape contre la montre par équipes. Journée de repos le jeudi 5 juillet. Neuf étapes de montagne étaient également au programme avec notamment un contre-la-montre vers Villard-de-Lans.

## Déroulement de la course
Le Tour débute par une échappée-fleuve plaçant quatre coureurs (Steve Bauer, Frans Maassen, Ronan Pensec et Claudio Chiappucci) en tête du classement général avec une petite dizaine de minutes d'avance. Le peloton, qui n'oublie pas qu'un contre-la-montre par équipe se dispute l'après-midi même a en effet laissé rouler ces coureurs complets. Après avoir grimpé jusqu'à 13 minutes, ils prennent une avance de 10 minutes dès la première étape. Les favoris mettront tout le tour à combler ce retard !
Le Français Laurent Fignon abandonne à Villers-Bocage à l'occasion de la cinquième étape.
Ronan Pensec prend le maillot jaune le jour de ses 27 ans, à l'arrivée de la première étape de montagne à Saint-Gervais-Mont-Blanc - Le Bettex. Il le perd deux jours plus tard, à l'issue du contre-la-montre se terminant à Villard-de-Lans - Côte 2000.
Dans les Pyrénées, l'Espagnol Miguel Indurain signe une victoire d'étape à Luz-Ardiden. Il devance Greg Lemond qui a refait quasiment tout son retard sur Claudio Chiappucci. Le lendemain, l'Américain crève dans le col de Marie-Blanque et l'assistance tarde à le dépanner. Échappé, Gilbert Duclos-Lassalle fera demi-tour pour aller porter assistance à son leader.
C'est à l'occasion du dernier contre-la-montre au Lac de Vassivière-en-Limousin que LeMond comble les dernières secondes de retard qu'il avait sur Chiappucci. Il remporte à Paris sa troisième victoire dans le Tour de France, mais sans victoire d'étape.

## Étapes
| Étape,    | Date        | Villes étapes                                       |                                         | Distance (km)         | Vainqueur d’étape     | Leader du classement général |
| --------- | ----------- | --------------------------------------------------- | --------------------------------------- | --------------------- | --------------------- | ---------------------------- |
| Prologue  | 30 juin     | Futuroscope – Futuroscope                           | Contre-la-montre individuel             | 6,3                   | Thierry Marie         | Thierry Marie                |
| 1re étape | 1er juillet | Futuroscope – Futuroscope                           | Étape de plaine                         | 138,5                 | Frans Maassen         | Steve Bauer                  |
| 2e étape  | 1er juillet | Futuroscope – Futuroscope                           | Contre-la-montre par équipes            | 44,5                  | Panasonic-Sportlife   | Steve Bauer                  |
| 3e étape  | 2 juillet   | Poitiers – Nantes                                   | Étape de plaine                         | 233                   | Moreno Argentin       | Steve Bauer                  |
| 4e étape  | 3 juillet   | Nantes – Le Mont-Saint-Michel                       | Étape de plaine                         | 203                   | Johan Museeuw         | Steve Bauer                  |
| 5e étape  | 4 juillet   | Avranches – Rouen                                   | Étape de plaine                         | 301                   | Gerrit Solleveld      | Steve Bauer                  |
|           | 5 juillet   | Rouen                                               | Jour de repos                           | Journée de repos no 1 | Journée de repos no 1 | Journée de repos no 1        |
| 6e étape  | 6 juillet   | Sarrebourg – Vittel                                 | Étape de plaine                         | 202,5                 | Jelle Nijdam          | Steve Bauer                  |
| 7e étape  | 7 juillet   | Vittel – Épinal                                     | Contre-la-montre individuel             | 61,5                  | Raúl Alcalá           | Steve Bauer                  |
| 8e étape  | 8 juillet   | Épinal – Besançon                                   | Étape de plaine                         | 181,5                 | Olaf Ludwig           | Steve Bauer                  |
| 9e étape  | 9 juillet   | Besançon – Genève (SUI)                             | Étape de moyenne montagne               | 196                   | Massimo Ghirotto      | Steve Bauer                  |
| 10e étape | 10 juillet  | Genève (SUI) – Saint-Gervais-Mont-Blanc - Le Bettex | Étape de montagne                       | 118,5                 | Thierry Claveyrolat   | Ronan Pensec                 |
| 11e étape | 11 juillet  | Saint-Gervais-Mont-Blanc – L'Alpe d'Huez            | Étape de montagne                       | 182,5                 | Gianni Bugno          | Ronan Pensec                 |
| 12e étape | 12 juillet  | Fontaine – Villard-de-Lans - Côte 2000              | Contre-la-montre individuel en montagne | 33,5                  | Erik Breukink         | Claudio Chiappucci           |
|           | 13 juillet  | Villard-de-Lans                                     | Jour de repos                           | Journée de repos no 2 | Journée de repos no 2 | Journée de repos no 2        |
| 13e étape | 14 juillet  | Villard-de-Lans – Saint-Étienne                     | Étape de moyenne montagne               | 149                   | Eduardo Chozas        | Claudio Chiappucci           |
| 14e étape | 15 juillet  | Le Puy-en-Velay – Millau - Causse Noir              | Étape de moyenne montagne               | 205                   | Marino Lejarreta      | Claudio Chiappucci           |
| 15e étape | 16 juillet  | Millau – Revel                                      | Étape de plaine                         | 170                   | Charly Mottet         | Claudio Chiappucci           |
| 16e étape | 17 juillet  | Blagnac – Luz-Ardiden                               | Étape de montagne                       | 215                   | Miguel Indurain       | Claudio Chiappucci           |
| 17e étape | 18 juillet  | Lourdes – Pau                                       | Étape de montagne                       | 150                   | Dimitri Konyshev      | Claudio Chiappucci           |
| 18e étape | 19 juillet  | Pau – Bordeaux                                      | Étape de plaine                         | 202                   | Gianni Bugno          | Claudio Chiappucci           |
| 19e étape | 20 juillet  | Castillon-la-Bataille – Limoges                     | Étape de plaine                         | 177                   | Guido Bontempi        | Claudio Chiappucci           |
| 20e étape | 21 juillet  | Circuit du Lac de Vassivière en Limousin            | Contre-la-montre individuel             | 45,5                  | Erik Breukink         | Greg LeMond                  |
| 21e étape | 22 juillet  | Brétigny-sur-Orge – Paris - Champs-Élysées          | Étape de plaine                         | 182,5                 | Johan Museeuw         | Greg LeMond                  |

## Classements

### Classement général final
| Classement général | Classement général   | Classement général | Classement général       | Classement général  |
|                    | Coureur              | Pays               | Équipe                   | Temps               |
| ------------------ | -------------------- | ------------------ | ------------------------ | ------------------- |
| 1er                | Greg LeMond          | États-Unis         | Z-Tommaso                | en 90 h 43 min 20 s |
| 2e                 | Claudio Chiappucci   | Italie             | Carrera Jeans-Vagabond   | + 2 min 16 s        |
| 3e                 | Erik Breukink        | Pays-Bas           | PDM-Concorde-Ultima      | + 2 min 29 s        |
| 4e                 | Pedro Delgado        | Espagne            | Banesto                  | + 5 min 1 s         |
| 5e                 | Marino Lejarreta     | Espagne            | ONCE                     | + 5 min 5 s         |
| 6e                 | Eduardo Chozas       | Espagne            | ONCE                     | + 9 min 14 s        |
| 7e                 | Gianni Bugno         | Italie             | Chateau d'Ax             | + 9 min 39 s        |
| 8e                 | Raúl Alcalá          | Mexique            | PDM-Concorde-Ultima      | + 11 min 14 s       |
| 9e                 | Claude Criquielion   | Belgique           | Lotto-Superclub          | + 12 min 14 s       |
| 10e                | Miguel Indurain      | Espagne            | Banesto                  | + 12 min 47 s       |
| 11e                | Andrew Hampsten      | États-Unis         | 7-Eleven-Hoonved         | + 12 min 54 s       |
| 12e                | Pello Ruiz Cabestany | Espagne            | ONCE                     | + 13 min 39 s       |
| 13e                | Fabio Parra          | Colombie           | Kelme-Ibexpress          | + 14 min 35 s       |
| 14e                | Fabrice Philipot     | France             | Castorama                | + 15 min 49 s       |
| 15e                | Gilles Delion        | France             | Helvetia-La Suisse       | + 16 min 57 s       |
| 16e                | William Palacio      | Colombie           | Postobón Manzana-Ryalcao | + 19 min 43 s       |
| 17e                | Johan Bruyneel       | Belgique           | Lotto-Superclub          | + 20 min 24 s       |
| 18e                | Roberto Conti        | Italie             | Ariostea                 | + 20 min 43 s       |
| 19e                | Éric Boyer           | France             | Z-Tommaso                | + 22 min 9 s        |
| 20e                | Ronan Pensec         | France             | Z-Tommaso                | + 22 min 54 s       |
| 21e                | Thierry Claveyrolat  | France             | RMO                      | + 23 min 33 s       |
| 22e                | Jérôme Simon         | France             | Z-Tommaso                | + 27 min 23 s       |
| 23e                | Pascal Lino          | France             | RMO                      | + 30 min 38 s       |
| 24e                | Anselmo Fuerte       | Espagne            | ONCE                     | + 31 min 18 s       |
| 25e                | Dimitri Konyshev     | Union soviétique   | Alfa Lum                 | + 31 min 21 s       |
| modifier           |                      |                    |                          |                     |

### Classements annexes finals
| Classement par points | Classement par points | Classement par points | Classement par points | Classement par points |
| --------------------- | --------------------- | --------------------- | --------------------- | --------------------- |
|                       | Coureur               | Pays                  | Équipe                | Point(s)              |
| 1er                   | Olaf Ludwig           | Allemagne de l'Est    | Panasonic-Sportlife   | 256 points            |
| 2e                    | Johan Museeuw         | Belgique              | Lotto-Superclub       | 221 pts               |
| 3e                    | Erik Breukink         | Pays-Bas              | PDM-Concorde-Ultima   | 118 pts               |
| 4e                    | Jean-Claude Colotti   | France                | RMO                   | 117 pts               |
| 5e                    | Sean Kelly            | Irlande               | PDM-Concorde-Ultima   | 116 pts               |
| 6e                    | Greg LeMond           | États-Unis            | Z-Tommaso             | 108 pts               |
| 7e                    | Giovanni Fidanza      | Italie                | Chateau d'Ax          | 108 pts               |
| 8e                    | Adriano Baffi         | Italie                | Ariostea              | 107 pts               |
| 9e                    | Adrie van der Poel    | Pays-Bas              | Weinmann-SMM-Uster    | 105 pts               |
| 10e                   | Davis Phinney         | États-Unis            | 7-Eleven-Hoonved      | 87 pts                |
| modifier              |                       |                       |                       |                       |

| Classement du meilleur grimpeur | Classement du meilleur grimpeur | Classement du meilleur grimpeur | Classement du meilleur grimpeur | Classement du meilleur grimpeur |
| ------------------------------- | ------------------------------- | ------------------------------- | ------------------------------- | ------------------------------- |
|                                 | Coureur                         | Pays                            | Équipe                          | Point(s)                        |
| 1er                             | Thierry Claveyrolat             | France                          | RMO                             | 321 points                      |
| 2e                              | Claudio Chiappucci              | Italie                          | Carrera Jeans-Vagabond          | 179 pts                         |
| 3e                              | Roberto Conti                   | Italie                          | Ariostea                        | 160 pts                         |
| 4e                              | Miguel Indurain                 | Espagne                         | Banesto                         | 153 pts                         |
| 5e                              | Greg LeMond                     | États-Unis                      | Z-Tommaso                       | 135 pts                         |
| 6e                              | Johan Bruyneel                  | Belgique                        | Lotto-Superclub                 | 124 pts                         |
| 7e                              | Dimitri Konyshev                | Union soviétique                | Alfa Lum                        | 118 pts                         |
| 8e                              | Reynel Montoya                  | Colombie                        | Postobón Manzana-Ryalcao        | 105 pts                         |
| 9e                              | Marino Lejarreta                | Espagne                         | ONCE                            | 94 pts                          |
| 10e                             | Eduardo Chozas                  | Espagne                         | ONCE                            | 90 pts                          |
| modifier                        |                                 |                                 |                                 |                                 |

| Classement du meilleur jeune | Classement du meilleur jeune | Classement du meilleur jeune | Classement du meilleur jeune | Classement du meilleur jeune |
|                              | Coureur                      | Pays                         | Équipe                       | Temps                        |
| ---------------------------- | ---------------------------- | ---------------------------- | ---------------------------- | ---------------------------- |
| 1er                          | Gilles Delion                | France                       | Helvetia-La Suisse           | en 91 h 0 min 17 s           |
| 2e                           | Pascal Lino                  | France                       | RMO                          | + 13 min 41 s                |
| 3e                           | Dimitri Konyshev             | Union soviétique             | Alfa Lum                     | + 14 min 14 s                |
| 4e                           | Miguel Ángel Martínez        | Espagne                      | ONCE                         | + 21 min 42 s                |
| 5e                           | Álvaro Mejía                 | Colombie                     | Postobón Manzana-Ryalcao     | + 48 min 7 s                 |
| 6e                           | Viatcheslav Ekimov           | Union soviétique             | Panasonic-Sportlife          | + 57 min 35 s                |
| 7e                           | Gerrit de Vries              | Pays-Bas                     | Buckler-Colnago-Decca        | + 1 h 6 min 57 s             |
| 8e                           | Luc Leblanc                  | France                       | Castorama                    | + 1 h 14 min 16 s            |
| 9e                           | Roberto Gusmeroli            | Italie                       | Chateau d'Ax                 | + 1 h 16 min 10 s            |
| 10e                          | Melchor Mauri                | Espagne                      | ONCE                         | + 1 h 16 min 43 s            |
| modifier                     |                              |                              |                              |                              |

| Classement de la combativité | Classement de la combativité | Classement de la combativité | Classement de la combativité | Classement de la combativité |
| ---------------------------- | ---------------------------- | ---------------------------- | ---------------------------- | ---------------------------- |
|                              | Coureur                      | Pays                         | Équipe                       | Point(s)                     |
| 1er                          | Eduardo Chozas               | Espagne                      | ONCE                         | 37 points                    |
| 2e                           | Thierry Claveyrolat          | France                       | RMO                          | 30 pts                       |
| 3e                           | Dimitri Konyshev             | Union soviétique             | Alfa Lum                     | 27 pts                       |
| 4e                           | Claudio Chiappucci           | Italie                       | Carrera Jeans-Vagabond       | 24 pts                       |
| 5e                           | Jean-Claude Colotti          | France                       | RMO                          | 23 pts                       |
| 6e                           | Charly Mottet                | France                       | RMO                          | 22 pts                       |
| 7e                           | Michel Vermote               | Belgique                     | RMO                          | 21 pts                       |
| 8e                           | Greg LeMond                  | États-Unis                   | Z-Tommaso                    | 19 pts                       |
| 9e                           | Søren Lilholt                | Danemark                     | Histor-Sigma                 | 19 pts                       |
| 10e                          | Phil Anderson                | Australie                    | TVM-Yoko                     | 17 pts                       |
| modifier                     |                              |                              |                              |                              |

#### Classement par équipes
C'est la dernière édition du Tour pour laquelle les coureurs de l'équipe en tête de ce classement portent une casquette jaune (représentée dans les classements par l'icône  à côté du nom de l'équipe), ce qui était le cas depuis 1952,.
| Classement par équipes | Classement par équipes   | Classement par équipes | Classement par équipes |
|                        | Équipe                   | Pays                   | Temps                  |
| ---------------------- | ------------------------ | ---------------------- | ---------------------- |
| 1re                    | Z-Tommaso                | France                 | en 272 h 21 min 21 s   |
| 2e                     | ONCE                     | Espagne                | + 16 s                 |
| 3e                     | Banesto                  | Espagne                | + 23 min 44 s          |
| 4e                     | PDM-Concorde-Ultima      | Pays-Bas               | + 33 min 5 s           |
| 5e                     | RMO                      | France                 | + 56 min 31 s          |
| 6e                     | Postobón Manzana-Ryalcao | Colombie               | + 1 h 9 min 36 s       |
| 7e                     | Lotto-Superclub          | Belgique               | + 1 h 15 min 9 s       |
| 8e                     | Castorama                | France                 | + 1 h 43 min 47 s      |
| 9e                     | 7-Eleven-Hoonved         | États-Unis             | + 1 h 48 min 31 s      |
| 10e                    | Helvetia-La Suisse       | Suisse                 | + 2 h 2 min 30 s       |
| modifier               |                          |                        |                        |

### Évolution des classements
| Étape              | Vainqueur           | Classement général | Classement par points | Classement de la montagne | Classement du meilleur jeune | Classement par équipes | Prix de la combativité | Prix de la combativité |
| Étape              | Vainqueur           | Classement général | Classement par points | Classement de la montagne | Classement du meilleur jeune | Classement par équipes | Combatif de l'étape    | Leader                 |
| ------------------ | ------------------- | ------------------ | --------------------- | ------------------------- | ---------------------------- | ---------------------- | ---------------------- | ---------------------- |
| P                  | Thierry Marie       | Thierry Marie      | Thierry Marie         | non décerné               | Viatcheslav Ekimov           | PDM-Concorde-Ultima    | non décerné            | non décerné            |
| 1                  | Frans Maassen       | Steve Bauer        | Frans Maassen         | Claudio Chiappucci        | Viatcheslav Ekimov           | Buckler-Colnago-Decca  | Steve Bauer            | Steve Bauer            |
| 2                  | Panasonic-Sportlife | Steve Bauer        | Frans Maassen         | Claudio Chiappucci        | Viatcheslav Ekimov           | Z-Tommaso              | non décerné            | Steve Bauer            |
| 3                  | Moreno Argentin     | Steve Bauer        | Olaf Ludwig           | Claudio Chiappucci        | Viatcheslav Ekimov           | Z-Tommaso              | Moreno Argentin        | Moreno Argentin        |
| 4                  | Johan Museeuw       | Steve Bauer        | Olaf Ludwig           | Claudio Chiappucci        | Viatcheslav Ekimov           | Z-Tommaso              | Søren Lilholt          | Søren Lilholt          |
| 5                  | Gerrit Solleveld    | Steve Bauer        | Olaf Ludwig           | Claudio Chiappucci        | Viatcheslav Ekimov           | Buckler-Colnago-Decca  | Gerrit Solleveld       | Gerrit Solleveld       |
| 6                  | Jelle Nijdam        | Steve Bauer        | Olaf Ludwig           | Dimitri Konyshev          | Viatcheslav Ekimov           | Buckler-Colnago-Decca  | Jesper Skibby          | Søren Lilholt          |
| 7                  | Raúl Alcalá         | Steve Bauer        | Olaf Ludwig           | Dimitri Konyshev          | Viatcheslav Ekimov           | Buckler-Colnago-Decca  | non décerné            | Søren Lilholt          |
| 8                  | Olaf Ludwig         | Steve Bauer        | Olaf Ludwig           | Dimitri Konyshev          | Viatcheslav Ekimov           | Buckler-Colnago-Decca  | Michel Vermote         | Michel Vermote         |
| 9                  | Massimo Ghirotto    | Steve Bauer        | Olaf Ludwig           | Dimitri Konyshev          | Viatcheslav Ekimov           | Buckler-Colnago-Decca  | Eduardo Chozas         | Michel Vermote         |
| 10                 | Thierry Claveyrolat | Ronan Pensec       | Olaf Ludwig           | Thierry Claveyrolat       | Gilles Delion                | Z-Tommaso              | Thierry Claveyrolat    | Michel Vermote         |
| 11                 | Gianni Bugno        | Ronan Pensec       | Olaf Ludwig           | Thierry Claveyrolat       | Gilles Delion                | Z-Tommaso              | Thierry Claveyrolat    | Thierry Claveyrolat    |
| 12                 | Erik Breukink       | Claudio Chiappucci | Olaf Ludwig           | Thierry Claveyrolat       | Gilles Delion                | Z-Tommaso              | non décerné            | Thierry Claveyrolat    |
| 13                 | Eduardo Chozas      | Claudio Chiappucci | Olaf Ludwig           | Thierry Claveyrolat       | Gilles Delion                | Z-Tommaso              | Greg LeMond            | Thierry Claveyrolat    |
| 14                 | Marino Lejarreta    | Claudio Chiappucci | Olaf Ludwig           | Thierry Claveyrolat       | Gilles Delion                | Z-Tommaso              | Jean-Claude Bagot      | Thierry Claveyrolat    |
| 15                 | Charly Mottet       | Claudio Chiappucci | Olaf Ludwig           | Thierry Claveyrolat       | Gilles Delion                | Z-Tommaso              | Charly Mottet          | Eduardo Chozas         |
| 16                 | Miguel Indurain     | Claudio Chiappucci | Olaf Ludwig           | Thierry Claveyrolat       | Gilles Delion                | Z-Tommaso              | Claudio Chiappucci     | Eduardo Chozas         |
| 17                 | Dmitri Konychev     | Claudio Chiappucci | Olaf Ludwig           | Thierry Claveyrolat       | Gilles Delion                | Z-Tommaso              | Óscar de Jesús Vargas  | Eduardo Chozas         |
| 18                 | Gianni Bugno        | Claudio Chiappucci | Olaf Ludwig           | Thierry Claveyrolat       | Gilles Delion                | Z-Tommaso              | Phil Anderson          | Eduardo Chozas         |
| 19                 | Guido Bontempi      | Claudio Chiappucci | Olaf Ludwig           | Thierry Claveyrolat       | Gilles Delion                | Z-Tommaso              | Guido Bontempi         | Eduardo Chozas         |
| 20                 | Erik Breukink       | Greg LeMond        | Olaf Ludwig           | Thierry Claveyrolat       | Gilles Delion                | Z-Tommaso              | non décerné            | Eduardo Chozas         |
| 21                 | Johan Museeuw       | Greg LeMond        | Olaf Ludwig           | Thierry Claveyrolat       | Gilles Delion                | Z-Tommaso              | Thomas Wegmüller       | Eduardo Chozas         |
| Classements finals | Classements finals  | Greg LeMond        | Olaf Ludwig           | Thierry Claveyrolat       | Gilles Delion                | Z-Tommaso              | Eduardo Chozas         | Eduardo Chozas         |

## Liste des coureurs
La liste ci-dessous présente les coureurs inscrits par numéro de dossard.
| Légende | Légende                                                                    | Légende | Légende                                                    |
| ------- | -------------------------------------------------------------------------- | ------- | ---------------------------------------------------------- |
| Num     | Dossard de départ porté par le coureur sur ce Tour                         | Pos     | Position à l'arrivée de la course                          |
|         | Indique un maillot de champion national ou mondial, suivi de sa spécialité | NP      | Indique un coureur qui n'a pas pris le départ de la course |
| AB      | Indique un coureur qui n'a pas terminé la course                           | HD      | Indique un coureur qui a terminé la course hors des délais |

| Z-Tommaso                                             | Z-Tommaso                     | Z-Tommaso |
| ----------------------------------------------------- | ----------------------------- | --------- |
| Num                                                   | Coureur                       | Pos       |
| 1                                                     | Greg LeMond (USA)             | 1er       |
| 2                                                     | Éric Boyer (FRA)              | 19e       |
| 3                                                     | Bruno Cornillet (FRA)         | 39e       |
| 4                                                     | Gilbert Duclos-Lassalle (FRA) | 65e       |
| 5                                                     | Atle Kvålsvoll (NOR)          | 26e       |
| 6                                                     | François Lemarchand (FRA)     | 104e      |
| 7                                                     | Robert Millar (GBR)           | AB-15     |
| 8                                                     | Ronan Pensec (FRA)            | 20e       |
| 9                                                     | Jérôme Simon (FRA)            | 22e       |
| Directeurs sportifs : Roger Legeay et Serge Beucherie |                               |           |

| Castorama                                                | Castorama                 | Castorama |
| -------------------------------------------------------- | ------------------------- | --------- |
| Num                                                      | Coureur                   | Pos       |
| 11                                                       | Laurent Fignon (FRA)      | AB-5      |
| 12                                                       | Vincent Barteau (FRA)     | 133e      |
| 13                                                       | Christophe Lavainne (FRA) | AB-14     |
| 14                                                       | Luc Leblanc (FRA)         | 73e       |
| 15                                                       | Thierry Marie (FRA)       | 121e      |
| 16                                                       | Fabrice Philipot (FRA)    | 14e       |
| 17                                                       | Bjarne Riis (DEN)         | NP-17     |
| 18                                                       | Gérard Rué (FRA)          | AB-10     |
| 19                                                       | Pascal Simon (FRA)        | 35e       |
| Directeurs sportifs : Cyrille Guimard et Bernard Quilfen |                           |           |

| Banesto                                                      | Banesto                     | Banesto |
| ------------------------------------------------------------ | --------------------------- | ------- |
| Num                                                          | Coureur                     | Pos     |
| 21                                                           | Pedro Delgado (ESP)         | 4e      |
| 22                                                           | Marino Alonso (ESP)         | 96e     |
| 23                                                           | Dominique Arnaud (FRA)      | 59e     |
| 24                                                           | Julián Gorospe (ESP)        | AB-11   |
| 25                                                           | Miguel Indurain (ESP)       | 10e     |
| 26                                                           | Javier Lukin (ESP)          | AB-17   |
| 27                                                           | Juan Martínez Oliver (ESP)  | 98e     |
| 28                                                           | Jesús Rodríguez Magro (ESP) | 41e     |
| 29                                                           | Abelardo Rondón (COL)       | 28e     |
| Directeurs sportifs : José Miguel Echavarri et Eusebio Unzué |                             |         |

| PDM-Concorde-Ultima                                              | PDM-Concorde-Ultima | PDM-Concorde-Ultima |
| ---------------------------------------------------------------- | ------------------- | ------------------- |
| Num                                                              | Coureur             | Pos                 |
| 31                                                               | Erik Breukink (NED) | 3e                  |
| 32                                                               | Raúl Alcalá (MEX)   | 8e                  |
| 33                                                               | Uwe Ampler (RDA)    | AB-13               |
| 34                                                               | Rudy Dhaenens (BEL) | 43e                 |
| 35                                                               | Martin Earley (IRL) | AB-11               |
| 36                                                               | Gert Jakobs (NED)   | 140e                |
| 37                                                               | Sean Kelly (IRL)    | 30e                 |
| 38                                                               | Uwe Raab (RDA)      | 87e                 |
| 39                                                               | Jos van Aert (NED)  | 125e                |
| Directeurs sportifs : Jan Gisbers (nl) et Piet Van Der Kruys (d) |                     |                     |

| ONCE                                                      | ONCE                         | ONCE  |
| --------------------------------------------------------- | ---------------------------- | ----- |
| Num                                                       | Coureur                      | Pos   |
| 41                                                        | Marino Lejarreta (ESP)       | 5e    |
| 42                                                        | Eduardo Chozas (ESP)         | 6e    |
| 43                                                        | Herminio Díaz Zabala (ESP)   | 90e   |
| 44                                                        | Anselmo Fuerte (ESP)         | 24e   |
| 45                                                        | Stephen Hodge (AUS)          | 34e   |
| 46                                                        | Miguel Martinez-Torres (ESP) | 29e   |
| 47                                                        | Melchor Mauri (ESP)          | 78e   |
| 48                                                        | Pello Ruiz Cabestany (ESP)   | 12e   |
| 49                                                        | Johnny Weltz (DEN)           | AB-14 |
| Directeurs sportifs : Manolo Saiz et Manuel García Balbás |                              |       |

| RMO                                                      | RMO                       | RMO   |
| -------------------------------------------------------- | ------------------------- | ----- |
| Num                                                      | Coureur                   | Pos   |
| 51                                                       | Charly Mottet (FRA)       | 49e   |
| 52                                                       | Jean-Claude Bagot (FRA)   | 52e   |
| 53                                                       | Frédéric Brun (FRA)       | 91e   |
| 54                                                       | Éric Caritoux (FRA)       | AB-11 |
| 55                                                       | Thierry Claveyrolat (FRA) | 21e   |
| 56                                                       | Jean-Claude Colotti (FRA) | 50e   |
| 57                                                       | Thierry Laurent (FRA)     | 107e  |
| 58                                                       | Pascal Lino (FRA)         | 23e   |
| 59                                                       | Michel Vermote (BEL)      | 144e  |
| Directeurs sportifs : Bernard Vallet et Christian Rumeau |                           |       |

| Panasonic-Sportlife                                   | Panasonic-Sportlife        | Panasonic-Sportlife |
| ----------------------------------------------------- | -------------------------- | ------------------- |
| Num                                                   | Coureur                    | Pos                 |
| 61                                                    | Steven Rooks (NED)         | 33e                 |
| 62                                                    | Viatcheslav Ekimov (URS)   | 55e                 |
| 63                                                    | Olaf Ludwig (RDA)          | 141e                |
| 64                                                    | Guy Nulens (BEL)           | 54e                 |
| 65                                                    | Allan Peiper (AUS)         | AB-8                |
| 66                                                    | Eddy Planckaert (BEL)      | AB-9                |
| 67                                                    | Marc Sergeant (BEL)        | 62e                 |
| 68                                                    | Eric Van Lancker (BEL)     | 100e                |
| 69                                                    | Jean-Paul van Poppel (NED) | 146e                |
| Directeurs sportifs : Peter Post et Walter Planckaert |                            |                     |

| Chateau d'Ax                                               | Chateau d'Ax                    | Chateau d'Ax |
| ---------------------------------------------------------- | ------------------------------- | ------------ |
| Num                                                        | Coureur                         | Pos          |
| 71                                                         | Gianni Bugno (ITA)              | 7e           |
| 72                                                         | Giuseppe Calcaterra (ITA)       | 118e         |
| 73                                                         | Giovanni Fidanza (ITA)          | 147e         |
| 74                                                         | Roberto Gusmeroli (ITA)         | 76e          |
| 75                                                         | Mario Kummer (RDA)              | 88e          |
| 76                                                         | Tony Rominger (SUI)             | 57e          |
| 77                                                         | Mauro Antonio Santaromita (ITA) | 131e         |
| 78                                                         | Jan Schur (RDA)                 | 105e         |
| 79                                                         | Alberto Volpi (ITA)             | 74e          |
| Directeurs sportifs : Gian Luigi Stanga et Vittorio Algeri |                                 |              |

| 7-Eleven-Hoonved                                       | 7-Eleven-Hoonved         | 7-Eleven-Hoonved |
| ------------------------------------------------------ | ------------------------ | ---------------- |
| Num                                                    | Coureur                  | Pos              |
| 81                                                     | Andrew Hampsten (USA)    | 11e              |
| 82                                                     | Norman Alvis (USA)       | 142e             |
| 83                                                     | Steve Bauer (CAN)        | 27e              |
| 84                                                     | Andy Bishop (USA)        | 116e             |
| 85                                                     | Ron Kiefel (USA)         | 83e              |
| 86                                                     | Dag Otto Lauritzen (NOR) | 56e              |
| 87                                                     | Davis Phinney (USA)      | 153e             |
| 88                                                     | Bob Roll (USA)           | 132e             |
| 89                                                     | Sean Yates (GBR)         | 119e             |
| Directeurs sportifs : Noel Dejonckheere et Eric Heiden |                          |                  |

| Seur                                                     | Seur                             | Seur  |
| -------------------------------------------------------- | -------------------------------- | ----- |
| Num                                                      | Coureur                          | Pos   |
| 91                                                       | Marco Giovannetti (ITA)          | AB-5  |
| 92                                                       | Roque de la Cruz (ESP)           | AB-3  |
| 93                                                       | Mathieu Hermans (NED)            | HD-5  |
| 94                                                       | Jean-Pierre Heynderickx (BEL)    | AB-11 |
| 95                                                       | Pablo Moreno (ESP)               | 124e  |
| 96                                                       | Álvaro Pino (ESP)                | AB-8  |
| 97                                                       | Vicente Ridaura (ESP)            | 63e   |
| 98                                                       | José Luis Rodríguez García (ESP) | 92e   |
| 99                                                       | José Urea (ESP)                  | 89e   |
| Directeurs sportifs : Maximino Pérez et José Maria Pérez |                                  |       |

| Weinmann-SMM-Uster                                         | Weinmann-SMM-Uster       | Weinmann-SMM-Uster |
| ---------------------------------------------------------- | ------------------------ | ------------------ |
| Num                                                        | Coureur                  | Pos                |
| 101                                                        | Adrie van der Poel (NED) | 111e               |
| 102                                                        | Alfred Achermann (SUI)   | AB-11              |
| 103                                                        | Carlo Bomans (BEL)       | 110e               |
| 104                                                        | Beat Breu (SUI)          | 42e                |
| 105                                                        | Michel Dernies (BEL)     | 58e                |
| 106                                                        | Jan Goessens (BEL)       | 114e               |
| 107                                                        | Patrick Robeet (BEL)     | 36e                |
| 108                                                        | Kurt Steinmann (SUI)     | 94e                |
| 109                                                        | Thomas Wegmüller (SUI)   | 112e               |
| Directeurs sportifs : Walter Godefroot et Patrick Lefevere |                          |                    |

| Helvetia-La Suisse                                  | Helvetia-La Suisse         | Helvetia-La Suisse |
| --------------------------------------------------- | -------------------------- | ------------------ |
| Num                                                 | Coureur                    | Pos                |
| 111                                                 | Pascal Richard (SUI)       | AB-14              |
| 112                                                 | Gilles Delion (FRA)        | 15e                |
| 113                                                 | Mauro Gianetti (SUI)       | 61e                |
| 114                                                 | Othmar Haefliger (SUI)     | AB-13              |
| 115                                                 | Jean-Claude Leclercq (FRA) | 139e               |
| 116                                                 | Hansrüdi Märki (de) (SUI)  | AB-19              |
| 117                                                 | Henri Manders (NED)        | 113e               |
| 118                                                 | Niki Rüttimann (SUI)       | NP-17              |
| 119                                                 | Guido Winterberg (SUI)     | AB-17              |
| Directeurs sportifs : Paul Koechli et Bruno Roussel |                            |                    |

| Toshiba                                                  | Toshiba                     | Toshiba |
| -------------------------------------------------------- | --------------------------- | ------- |
| Num                                                      | Coureur                     | Pos     |
| 121                                                      | Jean-François Bernard (FRA) | AB-11   |
| 122                                                      | John Carlsen (DEN)          | AB-8    |
| 123                                                      | Christian Chaubet (FRA)     | 149e    |
| 124                                                      | Andreas Kappes (RFA)        | 136e    |
| 125                                                      | Pascal Lance (FRA)          | 51e     |
| 126                                                      | Roland Le Clerc (FRA)       | 84e     |
| 127                                                      | Philippe Louviot (FRA)      | 47e     |
| 128                                                      | Yvon Madiot (FRA)           | AB-6    |
| 129                                                      | Denis Roux (FRA)            | 77e     |
| Directeurs sportifs : Yves Hézard et Maurice Le Guilloux |                             |         |

| Postobón Manzana-Ryalcao                                      | Postobón Manzana-Ryalcao     | Postobón Manzana-Ryalcao |
| ------------------------------------------------------------- | ---------------------------- | ------------------------ |
| Num                                                           | Coureur                      | Pos                      |
| 131                                                           | Álvaro Mejía (COL)           | 48e                      |
| 132                                                           | Juan Carlos Castillo (COL)   | 79e                      |
| 133                                                           | Omar Hernández (COL)         | 46e                      |
| 134                                                           | Carlos Mario Jaramillo (COL) | 53e                      |
| 135                                                           | Gerardo Moncada (COL)        | 40e                      |
| 136                                                           | Reynel Montoya (COL)         | 37e                      |
| 137                                                           | William Palacio (COL)        | 16e                      |
| 138                                                           | William Pulido (COL)         | 70e                      |
| 139                                                           | Óscar de Jesús Vargas (COL)  | 38e                      |
| Directeurs sportifs : Raúl Mesa (d) et Elkin Darío Rendón (d) |                              |                          |

| Histor-Sigma                                            | Histor-Sigma           | Histor-Sigma |
| ------------------------------------------------------- | ---------------------- | ------------ |
| Num                                                     | Coureur                | Pos          |
| 141                                                     | Stephen Roche (IRL)    | 44e          |
| 142                                                     | Laurent Biondi (FRA)   | 82e          |
| 143                                                     | Etienne De Wilde (BEL) | NP-6         |
| 144                                                     | Paul Haghedooren (BEL) | 106e         |
| 145                                                     | Brian Holm (DEN)       | 60e          |
| 146                                                     | Soren Lilholt (DEN)    | 85e          |
| 147                                                     | Francis Moreau (FRA)   | HD-11        |
| 148                                                     | Wilfried Peeters (BEL) | 120e         |
| 149                                                     | Laurent Pillon (FRA)   | 103e         |
| Directeurs sportifs : Willy Teirlinck et Patrick Valcke |                        |              |

| Lotto-Superclub                                                    | Lotto-Superclub           | Lotto-Superclub |
| ------------------------------------------------------------------ | ------------------------- | --------------- |
| Num                                                                | Coureur                   | Pos             |
| 151                                                                | Claude Criquielion (BEL)  | 9e              |
| 152                                                                | Johan Bruyneel (BEL)      | 17e             |
| 153                                                                | Peter De Clercq (BEL)     | 137e            |
| 154                                                                | Jos Haex (BEL)            | 68e             |
| 155                                                                | Johan Museeuw (BEL)       | 81e             |
| 156                                                                | Hendrik Redant (BEL)      | 150e            |
| 157                                                                | Peter Roes (BEL)          | 93e             |
| 158                                                                | Wim Van Eynde (BEL)       | 97e             |
| 159                                                                | Patrick Verschueren (BEL) | 129e            |
| Directeurs sportifs : Jean-Luc Vandenbroucke et Joseph Braeckevelt |                           |                 |

| TVM-Yoko                                          | TVM-Yoko               | TVM-Yoko |
| ------------------------------------------------- | ---------------------- | -------- |
| Num                                               | Coureur                | Pos      |
| 161                                               | Phil Anderson (AUS)    | 71e      |
| 162                                               | Johan Capiot (BEL)     | AB-9     |
| 163                                               | Maarten Ducrot (NED)   | 66e      |
| 164                                               | Patrick Jacobs (BEL)   | AB-11    |
| 165                                               | Jörg Müller (SUI)      | 31e      |
| 166                                               | Martin Schalkers (NED) | 128e     |
| 167                                               | Eddy Schurer (NED)     | AB-10    |
| 168                                               | Jan Siemons (NED)      | 143e     |
| 169                                               | Jesper Skibby (DEN)    | NP-11    |
| Directeurs sportifs : Cees Priem et Harry Stevens |                        |          |

| Carrera Jeans-Vagabond                                     | Carrera Jeans-Vagabond    | Carrera Jeans-Vagabond |
| ---------------------------------------------------------- | ------------------------- | ---------------------- |
| Num                                                        | Coureur                   | Pos                    |
| 171                                                        | Claudio Chiappucci (ITA)  | 2e                     |
| 172                                                        | Guido Bontempi (ITA)      | 122e                   |
| 173                                                        | Acácio da Silva (POR)     | 108e                   |
| 174                                                        | Massimo Ghirotto (ITA)    | 95e                    |
| 175                                                        | Alessandro Gianelli (ITA) | 69e                    |
| 176                                                        | Flavio Giupponi (ITA)     | AB-14                  |
| 177                                                        | Erich Maechler (SUI)      | 130e                   |
| 178                                                        | Giancarlo Perini (ITA)    | 99e                    |
| 179                                                        | Maximilian Sciandri (ITA) | 154e                   |
| Directeurs sportifs : Davide Boifava et Sandro Quintarelli |                           |                        |

| Buckler-Colnago-Decca                                      | Buckler-Colnago-Decca     | Buckler-Colnago-Decca |
| ---------------------------------------------------------- | ------------------------- | --------------------- |
| Num                                                        | Coureur                   | Pos                   |
| 181                                                        | Edwig Van Hooydonck (BEL) | 101e                  |
| 182                                                        | Gerrit de Vries (NED)     | 67e                   |
| 183                                                        | Frans Maassen (NED)       | 64e                   |
| 184                                                        | Jelle Nijdam (NED)        | 127e                  |
| 185                                                        | Twan Poels (NED)          | 115e                  |
| 186                                                        | Gerrit Solleveld (NED)    | 117e                  |
| 187                                                        | Patrick Tolhoek (NED)     | 129e                  |
| 188                                                        | Eric Vanderaerden (BEL)   | DQ-11                 |
| 189                                                        | Peter Winnen (NED)        | AB-11                 |
| Directeurs sportifs : Jan Raas et Hilaire Van Der Schueren |                           |                       |

| Ariostea                                                | Ariostea               | Ariostea |
| ------------------------------------------------------- | ---------------------- | -------- |
| Num                                                     | Coureur                | Pos      |
| 191                                                     | Moreno Argentin (ITA)  | NP-6     |
| 192                                                     | Adriano Baffi (ITA)    | 134e     |
| 193                                                     | Davide Cassani (ITA)   | 80e      |
| 194                                                     | Bruno Cenghialta (ITA) | 102e     |
| 195                                                     | Roberto Conti (ITA)    | 18e      |
| 196                                                     | Alberto Elli (ITA)     | 72e      |
| 197                                                     | Rodolfo Massi (ITA)    | 156e     |
| 198                                                     | Valerio Piva (ITA)     | 109e     |
| 199                                                     | Marcello Siboni (ITA)  | 75e      |
| Directeurs sportifs : Giancarlo Ferretti et Alfio Vandi |                        |          |

| Kelme-Ibexpress                                          | Kelme-Ibexpress           | Kelme-Ibexpress |
| -------------------------------------------------------- | ------------------------- | --------------- |
| Num                                                      | Coureur                   | Pos             |
| 201                                                      | Fabio Parra (COL)         | 13e             |
| 202                                                      | Antonio Miguel Díaz (ESP) | 138e            |
| 203                                                      | Antonio Espejo (ESP)      | 155e            |
| 204                                                      | Martín Farfán (COL)       | AB-8            |
| 205                                                      | Mario Lara (ESP)          | HD-7            |
| 206                                                      | Néstor Mora (COL)         | 86e             |
| 207                                                      | Nélson Rodríguez (COL)    | 32e             |
| 208                                                      | Jesus Rosado (ESP)        | 152e            |
| 209                                                      | José Ángel Sarrapio (ESP) | 135e            |
| Directeurs sportifs : Rafael Carrasco (es) et Juan Suñol |                           |                 |

| Alfa Lum                                                     | Alfa Lum                       | Alfa Lum |
| ------------------------------------------------------------ | ------------------------------ | -------- |
| Num                                                          | Coureur                        | Pos      |
| 211                                                          | Dimitri Konyshev (URS)         | 25e      |
| 212                                                          | Djamolidine Abdoujaparov (URS) | 145e     |
| 213                                                          | Nikolai Golovatenko (URS)      | 151e     |
| 214                                                          | Ivan Ivanov (URS)              | NP-15    |
| 215                                                          | Vassili Jdanov (URS)           | 148e     |
| 216                                                          | Assiat Saitov (URS)            | AB-15    |
| 217                                                          | Alexandre Troubine (en) (URS)  | 126e     |
| 218                                                          | Piotr Ugrumov (URS)            | 45e      |
| 219                                                          | Serguei Uslamin (URS)          | AB-11    |
| Directeurs sportifs : Primo Franchini et Nikolai Morozov (d) |                                |          |